# کابل تخت انعطاف‌پذیر

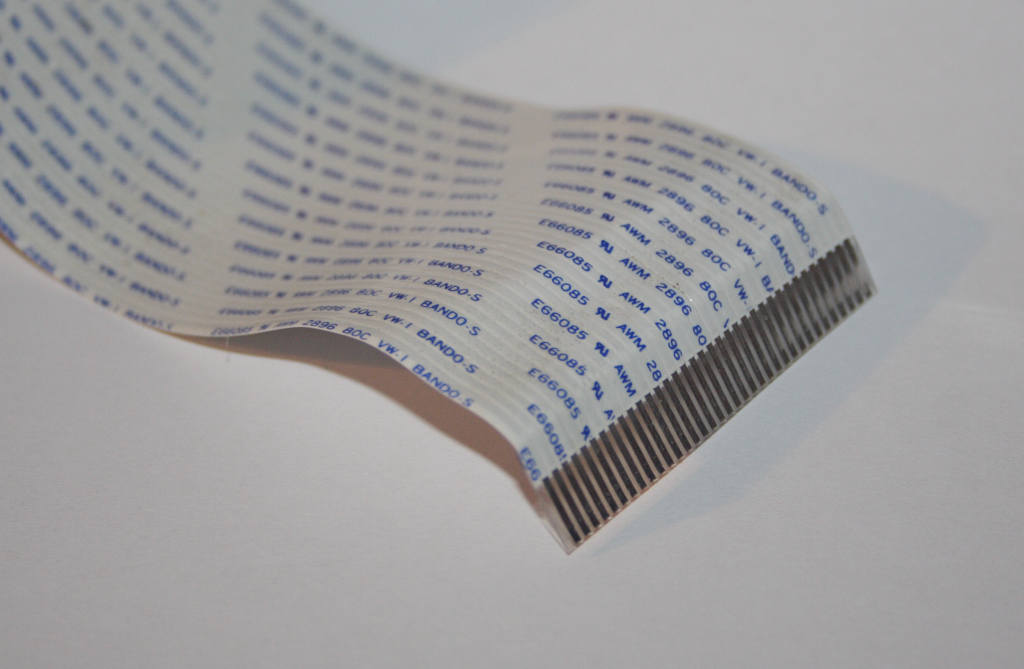
35-conductor کابل تخت انعطاف‌پذیر

کابل تخت انعطاف‌پذیر (به انگلیسی: Flexible flat cable، FFC) یا (اختصاری فلت)، اشاره به انواع کابل‌های الکتریکی که هم تخت و هم انعطاف‌پذیر، با رسانای جامد تخت هستند. کابل تخت انعطاف‌پذیر نوعی از لوازم الکترونیکی منعطف است.
به مجموعه سیم‌های ظریف و نازک که در بردهای الکترونیکی برای انتقال جریان‌های الکترونیکی مورد استفاده قرار می‌گیرند فلت می‌گویند. برای مثال:
- کابل فلت شارژ

قسمت مبدا سوکت شارژ محل قرارگیری فلت شارژ بوده و با انتقال برق به منطقه مادر برد گوشی را شارژ می‌کند. عدم شارژ شدن باتری هنگام اتصال به شارژر و زود خالی کردن شارژ در مدت زمان بسیار کوتاه از نشانه‌های خرابی فلت شارژ است. منبع:
- کابل فلت باتری

این فلت روی مدار باتری متصل شده و به کمک آی سی خازن مقدار ولتاژ و ورود جریان برق به برد و باتری را کنترل می‌کند.
- کابل فلت ولوم

دکمه کنترل صدا توسط فلت پاور ولوم با اتصال به سوئیچ اصلی مادر برد انجام می‌شود.
- کابل فلت آنتن

در این قسمت از موبایل از دو نوع مدار آنتن دهی و محور مجاور آنتن دهی تشکیل شده‌است. وظیفه هردو ایجاد اتصال از شبکه به قسمت برد و تقویت آنتن دهی هنگام مکالمه می‌باشد. عدم آنتن دهی و قطعی خودکار علت آسیب دیدگی فلت آنتن است.
- کابل فلت دوربین

فلت دوربین، پشت دوربین گوشی قرار دارد که با اتصال به مادر برد کار می‌کند. ورود مایعات به داخل لنز دوربین علاوه بر سوختن خود دوربین موجب آسیب رسیدن به آن نیز خواهد شد.
- کابل فلت هندزفری
- کابل فلت پاور
- کابل فلت اسپیکر
- کابل فلت بازر
- کابل فلت یو آی اف
- کابل فلت ال سی دی
- کابل فلت تاچ
- کابل فلت مخصوص IDC
- کابل فلت RGB

## کابل فلت IDC
کابل نواری مسطح در طیف وسیعی از کاربردهای روزمره از جمله کامپیوترها و درایوهای دیسک رایج است. کابل نواری مسطح که به عنوان کابل چندسطحی نیز شناخته می‌شود، در سیستم‌های الکترونیکی استفاده می‌شود که در آن بیش از یک گذرگاه داده باید به یک دستگاه جانبی داخلی متصل شود. کابل نواری تخت به دلیل ظاهر آن نامگذاری شده است - سیم های کوچک به موازات یکدیگر قرار می گیرند تا یک کابل پهن را تشکیل دهند که شبیه یک تکه روبان است. اینها در طیف وسیعی از رنگ ها هستند تا امکان کدگذاری رنگ در دستگاه هایی مانند درایو دیسک را فراهم کنند.
در Distrelec، ما صدها کابل نوار مسطح در محدوده خود داریم و بنابراین ما مطمئن هستیم که شما کابل مناسب را برای این کار پیدا خواهید کرد.  کابل نواری تخت  در اندازه‌ها و رنگ‌های مختلف، از برندهایی مانند 3M، RND Cable و Wurth Elektronik ارائه می شود. طیف گسترده‌ای از طول کابل‌های روبان تخت از 2 متر تا 152 متر در دسترس است، در حالی که مقاطع عرضی 0.05 میلی‌متر مربع تا 0.75 میلی‌متر مربع در دسترس است.
شما می توانید ولتاژهای 9، 50 و 300 را در انتخاب کنید، همچنین حداکثر دمای عملیاتی 70، 80 و 105 است. مجموعه عظیمی از رنگ ها از جمله سیاه، آبی، قهوه ای، خاکستری، نارنجی، قرمز، بنفش و سفید برای کمک به کدگذاری رنگ موجود است. همچنین می‌توانید از بین روبان‌هایی با 7،8 یا 10 رشته، تا 34، 42 و 96 رشته انتخاب کنید.

## فلت موبایل
فلت موبایل نام مداری در پشت ال سی دی موبایل می‌باشد که به وسیله آن تصاویر به نمایش در می‌آیند و با لمس صفحه نمایش می‌توان موبایل را مدیریت کرد.

## کابل فلت RGB
کابل نواری تخت 4 رشته ی معروف به RGB برای استفاده در طیف وسیعی از کاربردها، از جمله نصب روشنایی LED مانند نصب نور نواری LED سفید یا تک رنگ، نصب نور نوار LED، رادیو CB، تجهیزات استریو/صدا و سایر لوازم کم ولتاژ بهینه شده است. . کابل مسطح نواری 22 گیج به راحتی جدا می شود، بریده می شود و دوباره وصل می شود تا نصب های سفارشی گسترش یابد. این کابل باید از مس  با کیفیت ممتاز و PVC مقاوم در برابر شعله با درجه UL ساخته شده باشد. از مس با کیفیت عالی و مقاوم در برابر خوردگی و مقاوم در برابر دما، تا 80 درجه سانتیگراد (176 درجه فارنهایت) و  همچنین PVC مورد تایید UL که ماندگاری طولانی دارد ساخته شود.
کابل نواری مسطح برای جدا کردن، برش و اتصال مجدد برای نور LED سفارشی، درایور LED، ترانسفورماتور یا سایر تاسیسات روشنایی سفارشی آسان است.برای استفاده در ولتاژ پایین با: استریو، دیمرهای LED، درایورهای LED/منبع تغذیه، رادیوهای CB و وسایل برقی ولتاژ پایین. بهینه شده برای استفاده با چراغ های LED UL2468 تایید شده است.

## چرا فلت را تعویض می‌کنند؟
فلت می‌تواند براثر آب خوردگی، ضربه و یا برای تعمیرکاران هنگام تعمیر بر اثر اشتباه کوچک، پاره شود و یا محل اتصال فلت به ال سی دی و یا دیگر عوامل صدمه ببیند که در این هنگام شاید راه حلی که به ذهن افراد برسد، تعویض کامل تاچ و ال سی دی باشد که هزینه سنگین برای افراد و ضرر بسیار برای تعمیرکاران دارد.

## نشانه‌های صدمه دیدن فلت
- پرپر زدن تصویر که گاهی ممکن است در  پرپر زدن تصویر با فشردن بالای ال سی دی این مشکل برطرف شود.
- در برخی موارد پرپر زدن تصویر هنگامی اتفاق می‌افتد که نور صفحه نمایش شما کم می‌باشد و در صورتی که نور صفحه را زیاد کنید این مشکل رفع می‌شود در چینین مواقعی اکثراً مشکل از آی سی می‌باشد و باید تاچ و ال سی دی کاملاً تعویض شود.
- بد کار کردن تاچ
- سیاه شدن صفحه نمایش